# Relaciones Canadá-Santa Sede
Aunque la Iglesia Católica está establecida territorialmente en Canadá desde la fundación de Nueva Francia a principios del siglo xviii, las relaciones entre la Santa Sede y Canadá no se establecieron oficialmente hasta el pontificado del Papa Pablo VI en 1969.
En parte, esto se debe a que la Santa Sede había perdido su soberanía territorial sobre los Estados Pontificios durante el pontificado del Papa Pío IX y que la soberanía territorial sobre el Estado de la Ciudad del Vaticano no se estableció hasta los Pactos de Letrán de 1929.  Además, las relaciones con la vecina Italia fueron malas durante el régimen de Benito Mussolini, y no se restablecieron hasta que terminó la Segunda Guerra Mundial en 1945.  
Los ámbitos de cooperación entre Ottawa y Roma han sido tradicionalmente la educación, la salud, la lucha contra la pobreza y la diplomacia internacional. Antes del establecimiento del Estado del bienestar, la implicación de la Iglesia era evidente en muchos sectores de la sociedad canadiense. Hoy, las preocupaciones internacionales de Canadá en favor de la justicia y la paz coinciden a menudo con las de Roma, que favorece el diálogo a escala mundial. 
Se han realizado dos visitas de estados del soberano del Vaticano al país norteamericano: La primera de Juan Pablo II que visitó Canadá en 1984 y volvió a hacerlo en 1987 y 2002. Y en abril de 2022, el Papa Francisco pidió perdón a los indígenas de Canadá por el papel de la Iglesia católica en el sistema de internados para indígenas canadienses. Más tarde, en julio de ese mismo año, anunciaba que visitaría Canadá. El Papa Francisco llegó a Edmonton, Alberta, Canadá, el 24 de julio de 2022. El lunes 25 de julio visitó Maskwacis y, según el Gran Jefe Wilton Littlechild, rezó en una pequeña capilla por los niños perdidos en los internados. Volvió a rezar en el cementerio que contiene las tumbas de los niños que murieron en uno de los mayores internados de Canadá. Después, en una ceremonia a la que asistieron muchos ancianos indígenas, pidió perdón en el transcurso de la ceremonia, que estuvo repleta de cantos, danzas y ceremonias tradicionales. El Jefe Littlechild entregó al Papa un tocado tradicional.

## Historia

### SiglosXVIIyXVIII
Tras la conquista británica de 1759, las relaciones con Roma se congelaron temporalmente y se prohibió a los jesuitas entrar en el país. Sin embargo, la tolerancia religiosa se restableció rápidamente con la Ley de Quebec de 1774, debido al sentimiento antiamericano de los administradores coloniales. Antes de la Ley de Quebec de 1774, los obispos que quedaban en el Bajo Canadá empezaron a morir al sucumbir a la vejez, y los administradores británicos impidieron la entrada de nuevos obispos y cardenales. Tras la última muerte, en 1768, el gobernador colonial británico revocó su decisión y empezó a permitir la entrada de un número limitado de administradores católicos, lo que allanó el camino para la Ley de Quebec de 1774. Como consecuencia de las libertades religiosas que concedía a los católicos, los americanos coloniales de las 13 colonias (por su postura anticatólica) la calificaron como una de las «Leyes Intolerables», lo que influyó en el inicio de la Revolución de las Trece Colonias.

### SigloXIX
Se cree que John A. Macdonald, primer Primer Ministro de Canadá, tuvo relaciones problemáticas con la Iglesia, como puso de manifiesto la ira de muchos católicos contra Macdonald durante el asunto de Louis Riel, un conflicto que tuvo muchos matices sectarios. En el siglo XIX, el Papa León XIII tuvo una delegación apostólica y envió enviados diplomáticos a importantes acontecimientos sociopolíticos en Canadá. León se interesó mucho por los asuntos canadienses y escribió la encíclica Affari Vos sobre la cuestión de las escuelas de Manitoba.

### SigloXX
Wilfrid Laurier, el primer Primer Ministro francófono de Canadá, mantenía muy buenas relaciones con el Papa Pío X, y durante su mandato la Iglesia atravesó un periodo relativamente próspero en cuanto a vocaciones e influencia social. Pierre Trudeau, otro Primer Ministro católico de Quebec, fue educado como católico estricto, pero más tarde se alejó de la institución tras la publicación de Humanae Vitae en 1968. Después de 1968, Trudeau aprobó una serie de leyes liberales sobre el divorcio, el control de la natalidad, el adulterio, la homosexualidad y el aborto, leyes que han liberalizado, modernizado y secularizado profundamente la sociedad canadiense.
Los Gobernadores Generales de Canadá han sido a veces muy católicos. Jules Léger era hermano del cardenal Paul-Émile Léger. Jeanne Sauvé fue miembro del movimiento de Acción Católica. Georges Vanier fue un siervo de Dios que ha sido propuesto para la beatificación. En la práctica, el aborto sólo se legalizó completamente bajo el gobierno del católico conservador Brian Mulroney, que personalmente se opuso a él pero no pudo evitar que una decisión del Tribunal Supremo de 1988 eliminara todas las restricciones anteriores al procedimiento.

### SigloXXI
Las relaciones se volvieron tensas por la aparición pública de la información sobre el sistema de escuelas residenciales indígenas de Canadá, el cual era una red de internados de asistencia obligatoria para niños indígenas  fundada por el departamento de Asuntos Indios del Gobierno de Canadá y administrada por Iglesias cristianas. El sistema se creó para apartar a los niños indígenas de la influencia de su propia cultura y forzar su asimilación con la cultura dominante en Canadá. En la cual se desconoce el número de muertes relacionadas con estas escuelas, las estimaciones oscilan entre 3200 y más de 30 000. Por lo que el papa Francisco se vio obligado a pedir disuclpas por los crímenes en abril de 2022, para su posterior visita al país, en un recorrido de remembranza por los lugares donde se habían cometidos los abusos. Dicha gira, recibió opiniones de positivas a mixtas, con algunos personajes, como  la gobernadora general Mary Simon diciendo: «Hoy fue un día que nos hizo avanzar, dando a los sobrevivientes palabras que pueden ayudarlos a sanar. Sin embargo, también es un día que puede generar emociones complejas, especialmente mientras continúa la visita papal», mientras que algunos otros—como los sobrevivientes de escuelas residenciales, políticos y líderes indígenas— fueron críticos por no mencionar directamente el abuso sexual experimentado por las víctimas escolares y no abordar el papel de la Iglesia Católica como institución, sino mencionar el «mal» cometido por los cristianos.

## Misiones diplomáticas
- Canadá tiene una embajada ante la Santa Sede en Roma.[17]
- La Santa Sede tiene una Nunciatura Apostólica en Ottawa.

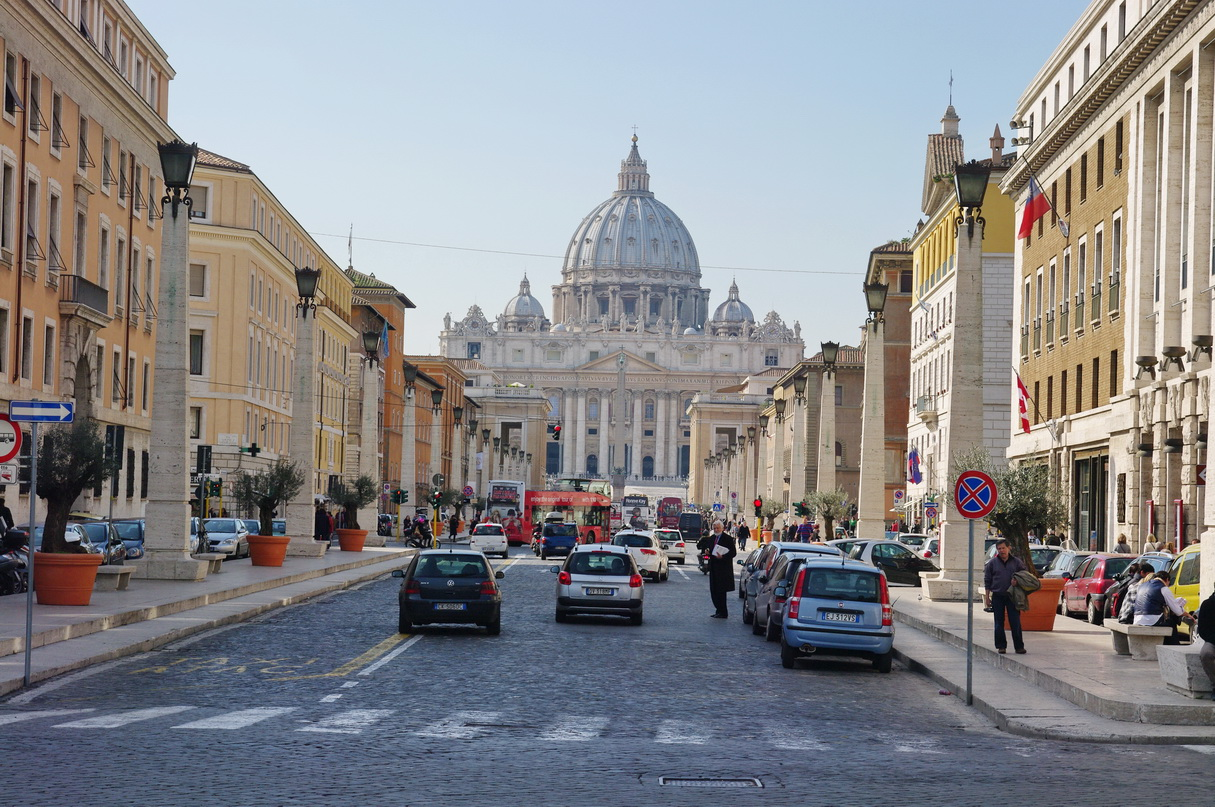
Embajada de Canadá ante la Santa Sede
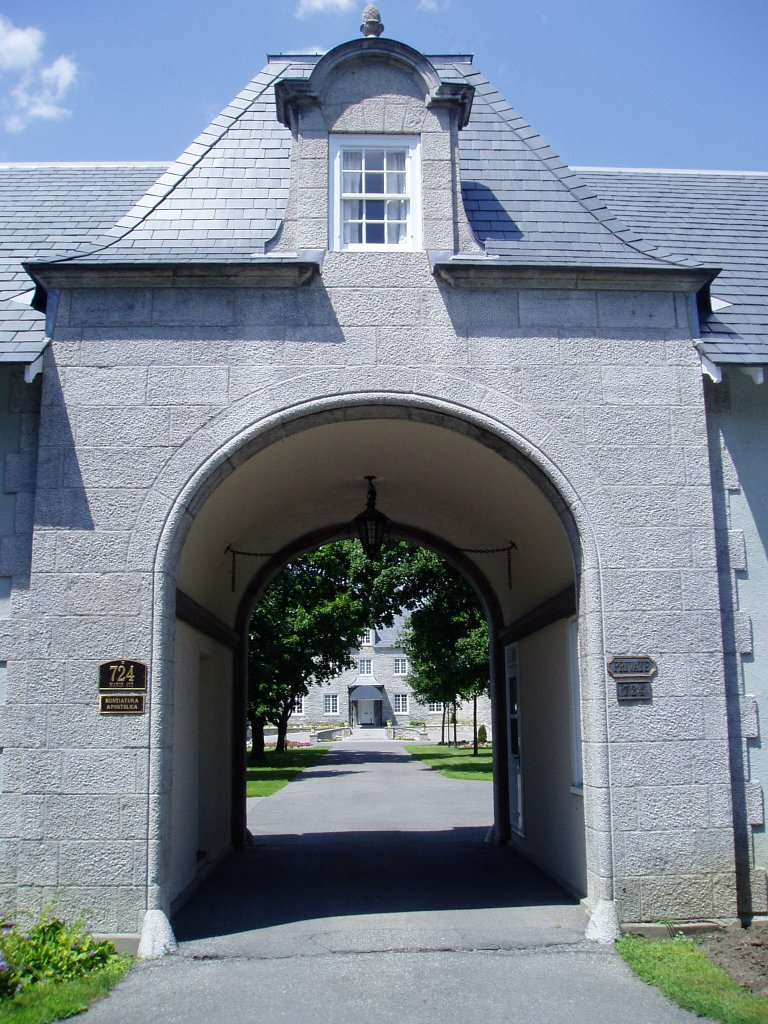
Nunciatura Apostólica en Ottawa